# Aphthona kaszabi
Aphthona kaszabi es una especie decoleóptero de la familia Chrysomelidae. Fue descrita científicamente por primera vez en 1967 por Kral.